# Ma cosa ci dice il cervello
Ma cosa ci dice il cervello è un film del 2019 diretto da Riccardo Milani.

## Trama
Giovanna Salvatori, una madre separata da Enrico, un ufficiale pilota dell'Aeronautica Militare, impiegata al Ministero dell'economia e delle finanze, cerca di gestire alla meno peggio le traversie della vita quotidiana, reagendo con remissività e rassegnazione a coloro che intralciano le strade, rubano parcheggi e non rispettano le minime regole di educazione civica. In realtà, dietro la copertura di semplice e incolore impiegata, Giovanna è un'agente operativo della Sicurezza Nazionale, e il suo modo di affrontare il mondo è dato dalla necessità di mantenere un "basso profilo" per rendersi invisibile e irrintracciabile.
Nonostante la donna sia molto brava nel suo lavoro, questo la porta a deludere la figlia preadolescente Martina, con la quale ha un rapporto poco intenso, e la madre Agata, in preda alla crisi ormonale della mezza età, che non omette mai di denigrarla per la vita dimessa che conduce.
Nel periodo in cui partecipa alla caccia a un terrorista internazionale, l'esperto di esplosivi Eden Bauen, Giovanna viene contattata dalla sua migliore amica del liceo, la stravagante Tamara, che la invita a una rimpatriata con altri tre ex-compagni con i quali hanno perso i contatti da molti anni: Francesca, Marco e Roberto, per il quale Giovanna aveva una cotta. Benché le regole dei Servizi Segreti la obblighino a ridurre al minimo i contatti esterni, la donna decide comunque di partecipare alla cena. La serata porta Giovanna a provare, dopo tanto tempo, la gioia di stare coi propri amici; gli altri convenuti le raccontano di avere vite e professioni più o meno interessanti e la compatiscono per il suo lavoro al ministero. Al tempo stesso, però, gli amici lamentano di avere grossi problemi: Francesca, medico dell'ASL, è stata aggredita da una madre maleducata che pretendeva di far prescrivere alla figlia una terapia basata sulle proprie ricerche in Internet; Marco, gestore di un centro sportivo e allenatore di una squadra di ragazzini, ha ricevuto una testata da un padre convinto di saperne più di lui; Tamara, hostess, è stata colpita in testa da un cliente che rifiutava di spegnere il cellulare in fase di decollo; Roberto, professore di italiano, viene bullizzato, anche perché negli anni ha messo su parecchio peso, da un alunno che si rifiuta di studiare.
In seguito a questa rimpatriata, Giovanna decide di vendicare i suoi amici, sfruttando le tecniche apprese nel suo lavoro e le tecnologie di cui dispone per rintracciare i cafoni che hanno vessato i suoi amici e dar loro severe lezioni: alla madre che aveva aggredito Francesca fa credere di aver scatenato un'allergia alimentare e poi la precipita nell'incubo di doversi scegliere la cura da sola; costringe il padre nemico di Marco a dirigere la squadra senza alcuna preparazione, portando la squadra ad una sconfitta e tutti gli altri genitori a odiarlo; mette in atto anche una trappola per costringere l'alunno bullo di Roberto a studiare, ma è costretta a interromperlo a causa di una missione operativa a Mosca, dove riceve dai servizi russi un indizio su dove si trovi Bauen; infine fa intercettare da un caccia EFA, pilotato dall'ex marito, l'aereo su cui viaggia il cliente maleducato di Tamara da Londra a Cracovia, facendo credere che questo intervento sia stato provocato dal mancato spegnimento del suo telefonino e scatenando l'ira degli altri passeggeri.
Il comportamento di Giovanna non passa inosservato, e il suo superiore, il maggiore D'Alessandro, è costretto a sospenderla temporaneamente. Giovanna approfitta di questo tempo per riallacciare i rapporti con Martina e organizzare una vacanza a Siviglia con i suoi amici. Intanto, Roberto ha modo di riscattarsi da solo nei confronti del suo alunno, mostrandogli quanto è bravo a suonare il pianoforte e come sa mettere brillantemente a tacere chiunque lo insulti per la sua stazza. Mentre si trova con gli amici in Spagna, Giovanna scopre fortuitamente che anche Bauen si trova là: pur non disponendo del suo equipaggiamento e contando solo sulle sue forze e l'aiuto dei suoi amici, Giovanna riesce a bloccarlo e a farlo arrestare, venendo brillantemente riammessa in servizio. Inoltre si dichiara a Roberto, del quale era innamorata ai tempi del liceo e che dopo aver dato un contributo alla missione di Giovanna ha ormai capito che lavoro faccia, e lui accetta di sposarla.
Per salvare la "copertura" di Giovanna con la stampa, il merito dell'arresto viene attribuito a Francesca, Marco, Tamara e Roberto. Una volta tornata a casa, la madre Agata etichetta i quattro amici come "gente che non si è fatta i fatti propri", ma la figlia Martina dice a Giovanna che la loro azione è stata giusta. Da quel momento in poi, Giovanna e i suoi amici non subiranno più le vessazioni della vita quotidiana, ma daranno il loro contributo per rendere la gente meno irrispettosa.

## Accoglienza

### Incassi
Il film ha incassato 5 milioni di euro.

### Critica
Dopo il successo di Come un gatto in tangenziale, Paola Cortellesi ritrova nuovamente  Riccardo Milani in una commedia morale all'italiana sul tema del mancato rispetto delle regole e delle persone.
Milani riporta in scena la tradizione italiana di una commedia leggera dalla risata a tratti amara, inquinata dalla crudeltà dei personaggi e da un orgoglio di rivincita, che rispecchia la cronaca quotidiana di un Paese meraviglioso e ambivalente, ed è qui pervasa di un nuovo senso civico che ritorna a riconoscere il rispetto dell'autorità acquisita con la competenza.
La doppia vita della protagonista, espediente non estraneo alla cinematografia, è utilizzata per mettere in luce la psicologia frustrata dell'italiano medio, nella famiglia e nei ritorni di vecchie amicizie giovanili.
Film meno impressionante di Come un gatto in tangenziale, l'azione ridotta è coerente con una pellicola che riesce a far riflettere divertendo. I flashback riescono a caratterizzare efficacemente i personaggi, ma la pellicola è densa di eventi che sembrano poco ordinati e collegati tra loro.

Rispetto a un migliorabile impiego del rallentatore, non così frequente nel cinema odierno, spiccano una brillante sceneggiatura, il cast e in particolare l'interpretazione di Paola Cortellesi, che si conferma attrice a tutto tondo.

## Riconoscimenti
- 2019 - Nastro d'argento
  - Miglior attore in un film commedia a Stefano Fresi
  - Miglior attrice in un film commedia a Paola Cortellesi
  - Nomination Miglior attrice in un film commedia a Carla Signoris e Paola Minaccioni
- 2019 - Ciak d'oro
  - Nomination Miglior attrice non protagonista a Carla Signoris
- 2019 - Premio Flaiano[9]
  - Migliore interpretazione femminile a Carla Signoris